# Последний наёмник (фильм, 2023)
«Последний наёмник» (англ. In the Land of Saints and Sinners, дословно «На земле святых и грешников») — художественный фильм американского режиссёра Роберта Лоренца с Лиамом Нисоном, Киараном Хайндсом и Керри Кондон в главных ролях. Был показан на 80-м Венецианском кинофестивале в сентябре 2023 года, в 2024 году вышел в прокат. Получил противоречивые оценки критиков.

## Сюжет
Действие фильма происходит в 1974 году, во время конфликта в Ольстере. Четыре члена Временной Ирландской республиканской армии, Дойрин, Конан, Симус и Кертис устраивают взрыв в Белфасте, в результате которого погибают шесть человек, и решают залечь на дно в городке Гленколемкилл. Кертис останавливается у своей невестки Шинейд, остальные живут в ветхой лачуге.
Местный житель Финбар Мерфи, ветеран Второй мировой войны, спившийся после смерти жены и работавший некоторое время на местного криминального авторитета Роберта Мак-Кью, замечает синяки на теле Мойи — маленькой дочери Шинейд. Решив, что это следы растления, он заманивает Кертиса в свою машину и увозит его в лес. Там Кертиса убивает Кевин — подручный Мак-Кью, который, как выясняется, присматривает за Финбаром.
Дойрин узнаёт, что Мак-Кью может быть причастен к исчезновению Кертиса, и убивает его, причём перед смертью он рассказывает о Финбаре. Затем Дойрин находит Финбара. Тот предлагает мирно разойтись (после двух убийств можно отказаться от взаимных претензий), но Дойрин это не устраивает. Герои решают встретиться вечером в местном пабе. Финбар отдаёт Кевину все свои деньги и уговаривает его следовать мечте — уехать в Калифорнию и там писать песни. Однако вечером Кевин тоже приходит в паб и заявляет, что именно он убил Кертиса. Начинается перестрелка, Дойрин убивает Кевина, Финба убивает и её, и остальных террористов. После этого он покидает Гленколемкилл.

## В ролях
- Лиам Нисон — Финбар Мёрфи
- Киаран Хайндс — Винни O’Ши
- Керри Кондон — Дойрин МакКанн
- Сара Грин — Шинейд
- Джек Глисон — Кевин
- Колм Мини — Роберт
- Конор Макнилл — Конан МакГрат

## Создание и релиз
О работе над фильмом стало известно в октябре 2021 года. Сценарий написали Марк Майкл МакНэлли, Терри Лон и Мэтью Файтшанс, режиссёром стал Роберт Лоренц, продюсерами — Филип Ли, Маркус Барметтлер, Бонни Тиммерманн, Джеральдин Хьюз и Терри Лон, исполнительными продюсерами — Ехуд Блайберг, Дэнни Димборт, Николас Доннермайер, Киран Корриган, Марк Джейкобсон и Роберт Лоренц. Главные роли получили Лиам Нисон и Киаран Хайндс. Съёмки начались в марте 2022 года в Ирландии . В апреле 2022 года стало известно, что к касту присоединилась Керри Кондон.
Премьера фильма состоялась 6 сентября 2023 года на 80-м Венецианском кинофестивале. 29 марта 2024 года «Последний наёмник» вышел в ограниченный театральный прокат в США, 26 апреля появился на Netflix.

## Оценки
На сайте-агрегаторе отзывов Rotten Tomatoes «Последний наёмник» получил рейтинг 83 % при средней оценке 6,6/10. Рецензенты с этого ресурса охарактеризовали фильм как один из лучших экшн-триллеров с Лиамом Нисоном за последние годы. На сайте Metacritic картина получила 60 баллов из 100, что указывает на «смешанные или средние» отзывы.
По данным The Belfast Telegraph, в целом отзывы критиков были противоречивыми. Рецензент Empire оценил фильм на три звезды из пяти, рассказав, что ему приятно видеть, как возвращаются на родину ирландские актёры, привыкшие играть в Голливуд и говорить с американским акцентом. «И в центре всего этого — Нисон, по-прежнему крепкий и надёжный, как скала, по-прежнему способный возвысить материал». Обозреватель The Irish Times тоже оценил «Последнего наёмника» на три звезды, назвав его «парадом бесполезных идей и персонажей». Рецензент Financial Times высоко оценил игру Нисона и Кондон.
Константин Мышкин («Фильм.ру») охарактеризовал «Последнего наёмника» как «провинциальный ирландский вестерн — неровный, но красивый, как туристическая открытка». По его словам, это, как и другие боевики с Нисоном, «снова необязательное, хлипкое и попросту малоубедительное кино, в котором авторам не удалось грамотно спозиционировать ни героев, ни злодеев», но главное здесь не сюжет, а «молчаливая поэзия зелёных долин». Михаил Трофименков («Коммерсантъ») тоже высоко оценил красоту пейзажей, из-за которых фильм кажется «туристическим рекламным роликом, посвященным Ирландии», и признаёт, что у зрителя нет причин для сочувствия главному герою. «Мы должны полюбить этого упыря за то, что его играет Лиам Нисон, и этим все сказано», — пишет критик.